# Johann Adam Haßlocher
Johann Adam Haßlocher (* 24. September 1645 in Speyer; † 9. Juli 1726 in Weilburg) war ein lutherischer Geistlicher und Kirchenlieddichter.

## Leben
Haßlocher studierte Theologie an der Universität Straßburg, wobei Johann Conrad Dannhauer und Balthasar Bebel zu seinen Lehrern zählten. Anschließend unternahm er eine Studienreise durch die Niederlande und Preußen. Nach dem Studium wurde er 1670 Diakonus und kurz darauf Pfarrer in Weißenburg. 1675 folgte er einem Ruf als Pfarrer nach Speyer. Dort erlebte er die Zerstörung der Stadt im Pfälzischen Erbfolgekrieg durch die Truppen Ludwigs XIV. am 31. Mai 1689. Auf einer Reise, auf der er Spenden für seine durch die Kriegszerstörungen verarmte Gemeinde sammelte, lernte er in Frankfurt Maria Gräfin von Nassau-Weilburg kennen.
Haßlocher wurde im Juli 1689 auf Veranlassung der Gräfin zum Konsistorialrat, Nassau-Weilburgschen Superintendent und Hofprediger nach Weilburg berufen. Dort wirkte er bis zu seinem Tod. 
Haßlochers Kirchenlieder fanden schon zu seinen Lebzeiten Aufnahme in Gesangbücher, anfänglich ohne Nennung seiner Autorschaft. Eine Sammlung wurde nach seinem Tod durch Philipp Casimir Schlosser herausgegeben.

## Werke (Auswahl)
Schriften

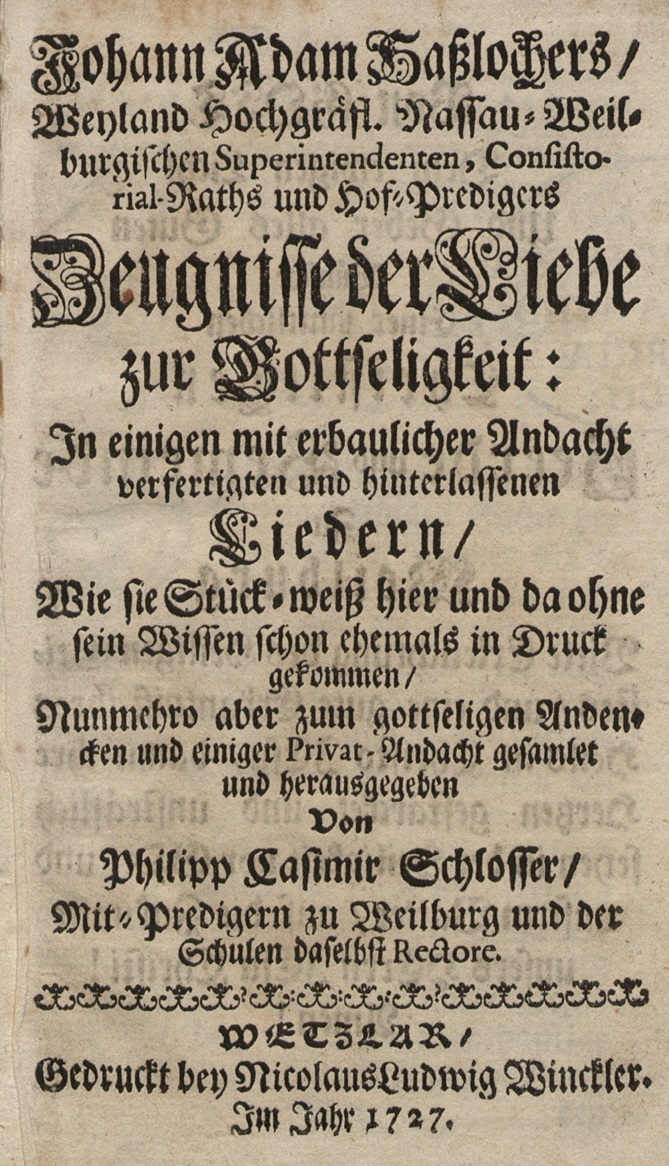
Titelseite der 1727 postum erschienenen Sammlung seiner Lieder

- Spes Certa Salutis, Grund und Gewißheit der ewigen Seeligkeit Worauf alle wahre Kinder Gottes bestehen im Leben Leyden und Sterben. Kempffer, Speyer 1686.
- Psēphos Leykē, Calculus Candidus, Oder Das gute Zeugnuß, Andrä, Frankfurt am Main 1714.
- Zeugnisse der Liebe zur Gottseligkeit, Winckler, Wetzlar 1727 (herausgegeben von Philipp Casimir Schlosser; Digitalisat).

Kirchenlieder
- Du sagst, ich bin ein Christ
- Gib uns, eh wir gehn nach Haus
- Höchster Gott, wir danken dir
- Sei gesegnet, sei willkommen
- Unser Gott wir danken dir dass du uns dein Wort gegeben